# Тверитинов, Сергей Алексеевич
Сергей Алексеевич Тверитинов (1820—1885) — генерал-лейтенант морского ведомства Российской империи, участник обороны Севастополя;

## Биография
Родился в 1820 году в родовом имении в сельце Климово, Бронницкого уезда, Московской губернии. Происходил из московского рода Тверитиновых — сын от третьего брака (со вдовой капитаншей Марией Михайловной Худоровской) Алексея Васильевича Тверитинова (1763—14.06.1827), который служил в Москве, был коллежским асессором и в 1821 году внесён в 3-ю часть Московской дворянской родословной книги. Дед Сергея Алексеевича был священником и происходил из обедневшей рязанской ветви дворянского рода Тверитиновых.
Воспитывался в Морском кадетском корпусе; в 1842 году был произведён в гардемарины, а два года спустя в мичманы и оставлен в офицерском классе.
На фрегате «Отважность» и яхте «Нева» ходил в Балтийском море, а в 1848 году был переведён на Черноморский флот; на корвете «Три Иерарха», на транспорте «Мамай», фрегате «Кулевчи», пароходо-фрегате «Бессарабия» и бриге «Птоломей» в кампании 1849—1853 гг. либо крейсировал по Черному морю, либо нёс охранительно-береговую или транспортную и продовольственную службу.
В 1853 году на «Бессарабии» участвовал в синопском сражении, за которое был награжден орденом Св. Анны 3-й степени с бантом и годовым окладом. Во время Севастопольской обороны сначала находился на рейде, а с 13 сентября 1854 года по 27 марта 1855 года — на бастионе Корнилова, а также на редуте Камчатка, где был ранен, но скоро поправился и состоял по особым поручениям при Нахимове во время бомбардировок. Был награждён орденом Св. Владимира 4-й степени, мечами к имевшемуся ордену Св. Анны 2-й степени и золотой полусаблей с надписью «За храбрость». В том же 1855 году был произведён в капитан-лейтенанты.
В апреле 1857 года, с оставлением в морских списках, Тверитинов был переведён на гражданскую службу — сначала городничим в Николаевск Самарской губернии, затем — самарским полицеймейстером. В 1860 году награждён орденом Св. Станислава 2-й степени с императорской короной; в 1862 году произведён в капитаны 2-го ранга.
В сентябре 1864 года был назначен старшим адъютантом в штаб войска Оренбургского края по части обер-квартирмейстера для заведования отделением по аральской флотилии; с 27 марта 1866 года — капитан 1-го ранга. В 1867 году был награждён орденом Св. Анны 2-й степени с императорской короной и мечами и в ноябре того же года назначен на должность Гурьевского уездного начальника, а также председателем организационной комиссии по введению нового положения между киргизами в Гурьевском уезде. Осенью 1870 года был начальником военного отряда усмирявшем в киргизской степи адаевцев; его задачей было определение пригодности местности при озере Машме (Масме), избранной под военное укрепление. В том же году получил орден Св. Владимира 3-й степени с мечами.  В следующем году он был направлен с отрядом в выбранное место для постройки укрепления, а также для изысканий пути в Хиву; в августе этого же года назначен председателем временного совета по управлению внутренней киргизской ордой.
Был переименован в армейский чин и повышен в генерал-майоры с зачислением по адмиралтейству 31 марта 1874 года. В 1878 году был награждён орденом Св. Станислава 1-й степени. В апреле 1884 года вместе с производством в генерал-лейтенанты был уволен от службы.
Умер 20 марта (1 апреля) 1885 года.